# Krajowa Komisja Wykonawcza NSZZ „Solidarność”
Krajowa Komisja Wykonawcza NSZZ „Solidarność” (KKW) – jednolite kierownictwo Związku „Solidarność”, powołane na wspólnym posiedzeniu Tymczasowej Komisji Koordynacyjnej „S”, Tymczasowej Rady „S” i Lecha Wałęsy w dniu 25 października 1987.
25 października 1987 powołano kierowniczy organ Związku „Solidarność” pod nazwą Krajowej Komisji Wykonawczej. Uchwalono również zaprzestanie działalności TKK „S” i TR „S”. Na czele KKW „S” stanął Lech Wałęsa. W składzie znaleźli się: Zbigniew Bujak, Jerzy Dłużniewski, Władysław Frasyniuk, Stefan Jurczak, Bogdan Lis, Andrzej Milczanowski, Janusz Pałubicki, Stanisław Węglarz.
Od stycznia 1988 sekretariatem do spraw zagranicznych kierował Andrzej Celiński. Powołano Biuro Krajowe „Solidarności” w skład którego weszli: Andrzej Celiński, Jarosław Kaczyński, Henryk Wujec, Lech Kaczyński.
Janusz Onyszkiewicz został rzecznikiem prasowym KKW. Doradcami byli: Bronisław Geremek, Jacek Kuroń, Tadeusz Mazowiecki, Adam Michnik, Andrzej Stelmachowski, Andrzej Wielowieyski, Jerzy Zdrada.
Podczas II Krajowego Zjazdu Delegatów „Solidarności” zaprzestano działalności KKW „S”.